# Архијерејско намесништво косаничко
Архијерејско намесништво косаничко сачињава одређени број црквених општина и парохија Српске православане цркве у Епархији нишкој, под надзором архијерејског намесника са седиштем у  Блацу у храму успења Пресвете Богородице, у општини Блаце у Топличком округу.
Намесништво опслужује вернике из општина Блаце, Куршумлија и околних села. У свом саставу има - сакралне објеката изграђена у периоду од 19 до 21. века. У последњих двадесет година цркве намесништва доведене су у функционално стање неопходно за Богослужење верујућег народа.
У саставу Архијерејског намесништва Косаничког су 7 парохија са 50 храмова 2 манастира 13 црквишта, једном капелом и два темеља (дебеле зидине од тесаног камена, које верници сматрају светим местима јер је на њима наводно био храм).

## Парохије и храмови
| Парохија          | Седиште парохије | Храмови |
| ----------------- | ---------------- | --- |
| Прва блачка       | Блаце            | Храм Успења Пресвете Богородице у Блацу - Храм Свете Тројице у Трубњу - Храм Светог пророка Јеремије у Сибници - Храм Свете великомученице Марине у Чучалу - Храм Светог архангела Гаврила у Врбовцу |
| Друга блачка      | Блаце            | Храм Свете великомученице Марине у Претрешњи - Храм Рођења Светог Јована Крститеља у Качапору - Храм Светог пророка Илије у Горњој Драгуши - Храм Преображења Господњег у Доњој Јошаници |
| Три куршумлијске  | Куршумлија       | Манастир Пресвете Богородице у Куршумлији - Манастир Светог Николе у Куршумлији - Саборни храм Свете Тројице у Куршумлији - Храм Свете Петке у Мачковцу - Храм Светог архангела Михаила у Богујевцу - Црквиште Храма Свете Тројице у Дединцу - Храм Светог Николаја у Космачи - Темељи Храма Светог пророка Илије у Грабовници - Храм Светог мученика Мине у Штави - Храм Светих апостола Петра и Павла у Лукову - Храм Светог великомученика Георгија у Луковској Бањи - Храм Свете Тројице у Требињу - Храм-брвнара Светог кнеза Лазара у Пролому - Храм Преображења Господњег у Пролом Бањи - Храм Свете Марије Магдалине у Игришту - Капела Светог архангела Гаврила и капела Свете Тројице у Рудару - Храм Пресвете Богородице у Бабици - Маркова (Латинска) црква у Кастрату - Храм Светих врачева Козме и Дамјана у Микуљану - Храм Светог апостола и јеванђелисте Луке у Сагоњеву - Храм Свете Петке у Жучу - Храм Покрова Пресвете Богородице у Мирници - Храм Светог Василија Острошког у Растелици - Храм Свете Тројице у Селишту - Храм Преображења Господњег у Магову - Храм Светог архиђакона Стефана у Влахињи - Темељи цркве у Куршумлијској Бањи - Храм Светог великомученика Георгија у Селови - Црквишта у селима Пепељевац, Вршевац, Бело Поље и Данковиће - Црквишта у селима Сеоце, Мрче и Висока - Црквишта у селима Доње Левиће, Жалица и Паваштица |
| Гргурско-туларска | Барбатовац       | Храм Светог цара Константина и царице Јелене у Барбатовцу - Храм Светог Јована Крститеља у Гргуру - Храм Светог Алексија Човека Божијег у Чунгули - Храм Васкрсења Лазаревог у Коњуви - Храм Свете Параскеве у Кашевару - Храм Свете Петке у Вишеселу - Храм Светих Јоакима и Ане у Бацу - Храм Светих апостола Петра и Павла у Калудри - Храм Свете Тројице у Вичи - Храм Свете великомученице Марине у Вичи - Храм Светог цара Константина и царице Јелене у Плочнику |
| Рачанска          | Косаничка Рача   | Саборни храм Светог пророка Илије у Рачи - Храм Свете Петке у Добром Долу - Храм Светог Николаја у Мердару - Храм Свете Тројице у Заграђу - Црквиште у Матарови |